# Pachypodium geayi
Pachypodium geayi is een plant uit de maagdenpalmfamilie. De soort is endemisch in het zuiden van Madagaskar.

## Beschrijving
De boom is meestal 4 tot 5 meter, zelden 10 meter, hoog. Op de stam bevinden zich doornen. De bladeren zijn rond de 40 centimeter lang en 2 centimeter breed. Deze bladeren zijn behaard en donker- tot olijfgroen gekleurd. De bladrand buigt een beetje naar beneden.
De bloemen zijn ongeveer 1,5 centimeter lang en 2 centimeter in diameter. De bloemen zijn wit gekleurd.
De vruchten zijn 16 centimeter lang en meten 4 centimeter in diameter, de zaden zijn 8 tot 10 millimeter.

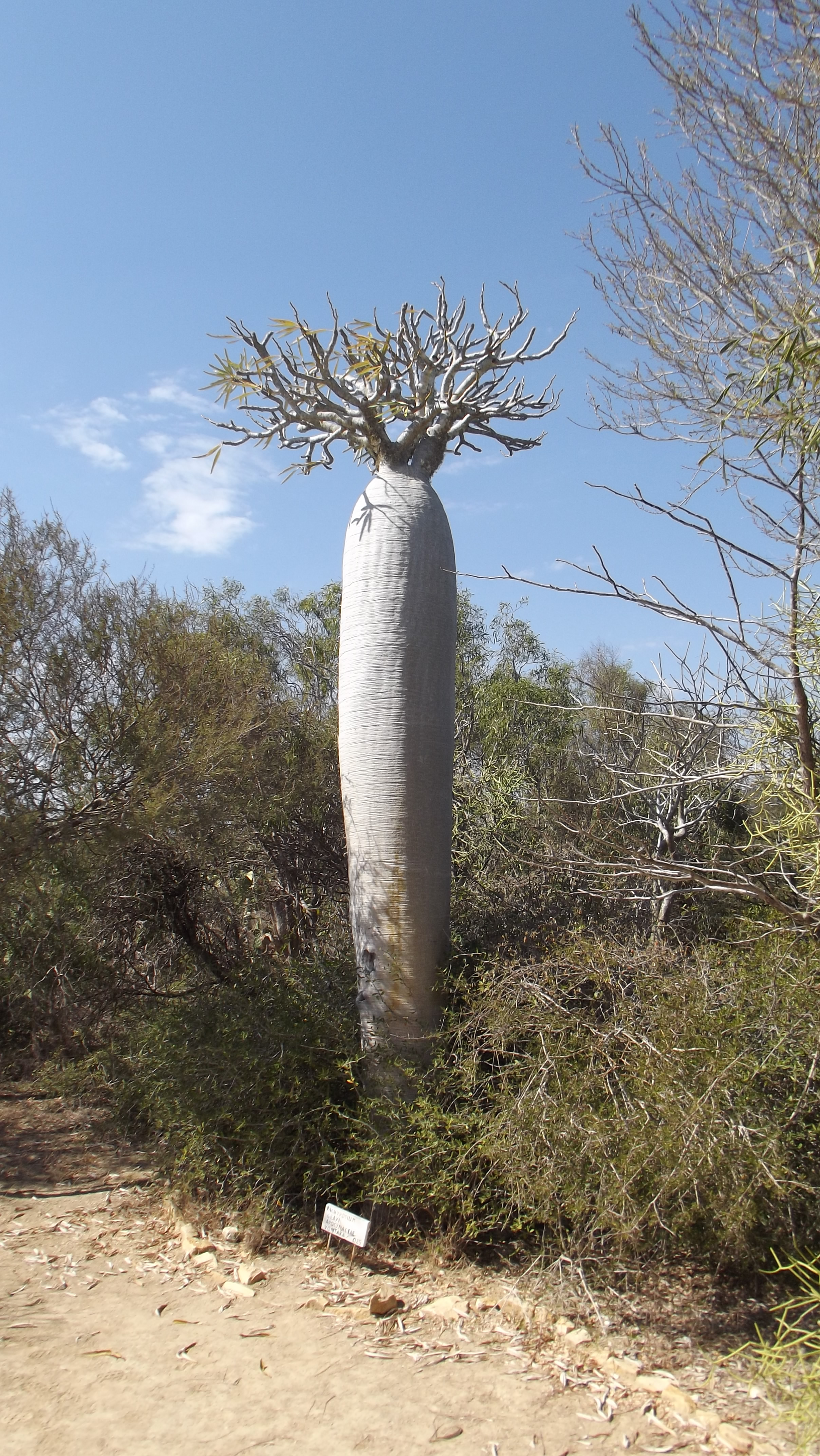
Plant in Arboretum d'Antsokay